# Jaime Parada
José Jaime Parada Hoyl (Santiago, 2 de noviembre de 1977) es un licenciado en historia, escritor, activista LGBT y político chileno. Ha ejercido como concejal por la comuna de Providencia desde el año 2012, siendo reelecto en 2016 y ejerciendo el cargo hasta su renuncia en noviembre de 2020. Anteriormente fue vocero del Movimiento de Integración y Liberación Homosexual (Movilh).

## Familia y estudios
Parada Hoyl nació en la comuna de Las Condes; su padre es un médico veterinario de origen panameño, y su madre es chilena y dueña de casa.
Realizó sus estudios en el Instituto Presidente Errázuriz, colegio particular-subvencionado de su comuna, y tras graduarse entró a estudiar Historia en la Universidad Finis Terrae, de la cual se graduó con el primer lugar de su promoción. Cursó un doctorado en Historia en la Pontificia Universidad Católica de Chile, en el área de historia social de la ciencia, del cual no se graduó. En la Universidad Finis Terrae se desempeñó como director de estudios de la Escuela de Historia, y también como coordinador de investigación y archivo del Centro de Investigación en Historia Contemporánea de Chile (CIDOC) entre 2010 y 2011.

## Activista y político
En junio de 2010 su nombre comienza a hacerse conocido tras la publicación de un artículo llamado «El matrimonio gay en cartas» en el periódico The Clinic, donde fueron publicados una serie de correos electrónicos entre él y un familiar en las que defendía la idea del matrimonio igualitario.

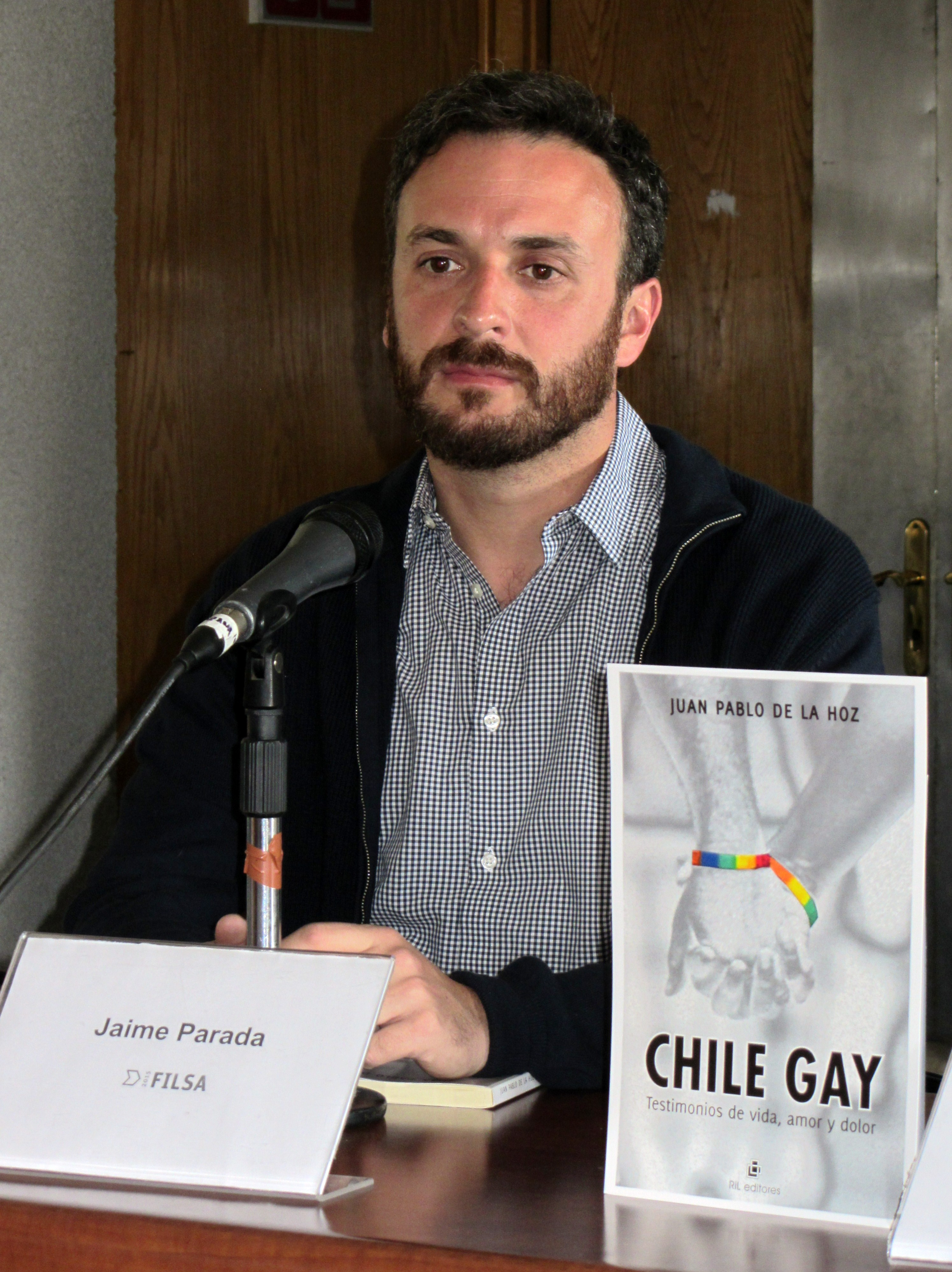
Parada en la FILSA 2015.

En 2011 comienza su carrera como activista, al unirse al Movimiento de Integración y Liberación Homosexual (Movilh) y convertirse en vocero de la organización. La mayor notoriedad en los medios de comunicación la tiene después de acontecida la golpiza al adolescente Daniel Zamudio en marzo de 2012, en la que el Movilh tuvo un importante rol en dejar en evidencia la necesidad de mayores leyes, y castigos más duros en relación con crímenes de odio.
A mediados de 2012, con el apoyo del Partido Progresista liderado por Marco Enríquez-Ominami, Parada Hoyl lanzó su candidatura como concejal de la comuna de Providencia, resultando electo por un periodo de 4 años hasta el 2016. Con esto, Parada Hoyl se convirtió en el primer político abiertamente gay en ser elegido democráticamente para un cargo público en la historia de Chile.
En 2013 participó activamente en la campaña presidencial de Enríquez-Ominami y publicó su libro autobiográfico, Yo, gay. Fue reelegido concejal de Providencia en las elecciones municipales de 2016.
Para la elección presidencial de 2017 se integró como independiente al comando del candidato Alejandro Guillier.
El 24 de noviembre de 2020 anunció su renuncia a su puesto como concejal, con el fin de postular como candidato independiente por la alcaldía de Providencia para las elecciones municipales de Chile de 2021. El cargo vacante de concejal será ocupado por el activista Peter Loch. Entre quienes han firmado su postulación a candidato se encuentran el actor Alfredo Castro y la actriz Claudia Di Girolamo.
Sin embargo, en diciembre de 2020 anunció que no se presentaría a la elección municipal, entregando su apoyo a la candidata Verónica Pardo y señalando que participaría en las elecciones de convencionales constituyentes de 2021. Parada se inscribió como candidato independiente en el distrito 10 (Santiago, Ñuñoa, Macul, La Granja, Providencia y San Joaquín), formando parte del pacto Lista del Apruebo bajo cupo del Partido por la Democracia, elección en la que finalmente no salió electo por lo que tuvo que regresar al ámbito académico fuera del espectro público.

## Historial electoral

### Elecciones municipales de 2012
- Elecciones municipales de 2012, para el concejo municipal de Providencia[13]

(Se consideran los candidatos con más del 2% de los votos)
| Candidato                   | Pacto                    | Partido | Votos | %     | Resultado |
| --------------------------- | ------------------------ | ------- | ----- | ----- | --------- |
| Manuel Monckeberg Balmaceda | Coalición                | RN      | 8249  | 13,16 | Concejal  |
| Pilar Cruz Hurtado          | Coalición                | RN      | 5374  | 8,57  | Concejal  |
| Nicolás Muñoz Montes        | Concertación Democrática | PDC     | 4600  | 7,34  | Concejal  |
| Iván Noguera Phillips       | Coalición                | UDI     | 4468  | 7,13  | Concejal  |
| Jaime Parada Hoyl           | El Cambio por Ti         | PRO     | 3551  | 5,67  | Concejal  |
| Rodrigo García Márquez      | Por un Chile Justo       | PPD     | 3320  | 5,30  | Concejal  |
| Pedro Lizana Greve          | Coalición                | ILH     | 3207  | 5,12  | Concejal  |
| Pablo Jaeguer Cousiño       | Concertación Democrática | PDC     | 3068  | 4,90  |           |
| Leonardo Pérez Brown        | Por un Chile Justo       | ILE     | 2381  | 3,80  |           |
| Tomás Irarrázaval Llona     | Coalición                | UDI     | 2353  | 3,75  |           |
| Mónica Rasmussen Villacura  | Coalición                | UDI     | 2192  | 3,50  |           |
| Malva Retamales Zamorano    | Por un Chile Justo       | PC      | 2015  | 3,21  |           |
| Virginia Vial Valenzuela    | Coalición                | UDI     | 1984  | 3,17  |           |
| David Silva Johnson         | Concertación Democrática | PS      | 1904  | 3,04  | Concejal  |
| María Gaete Drago           | Concertación Democrática | PS      | 1677  | 2,68  |           |

### Elecciones municipales de 2016
- Elecciones municipales de 2016 para el concejo municipal de Providencia[13]

(Se consideran los candidatos con más del 2% de los votos)
| Candidato                   | Pacto                        | Partido | Votos | %     | Resultado                          |
| --------------------------- | ---------------------------- | ------- | ----- | ----- | ---------------------------------- |
| Manuel Monckeberg Balmaceda | Chile Vamos                  | RN      | 9628  | 16.66 | Concejal                           |
| Iván Noguera Phillips       | Chile Vamos                  | UDI     | 4553  | 7.88  | Concejal                           |
| Julio Jung del Favero       | Nueva Mayoría                | PS      | 4134  | 7.15  | Concejal                           |
| Jaime Parada Hoyl           | Yo Marco por el Cambio       | PRO     | 3081  | 5.33  | Concejal (Renuncia)                |
| Pilar Cruz Hurtado          | Chile Vamos                  | RN      | 2755  | 4.77  | Concejal                           |
| Pedro Lizana Greve          | Chile Vamos                  | RN      | 2128  | 3.68  | Concejal                           |
| Tomás Echiburú Altamirano   | Cambiemos la Historia        | RD      | 2108  | 3.65  | Concejal                           |
| Hanz Folfach Ugalde         | Poder Ecologista y Ciudadano | ILC     | 2108  | 3.65  |                                    |
| Bernardo Valdés Echenique   | Cambiemos la Historia        | RD      | 1926  | 3.33  |                                    |
| Pablo Jaeger Cousiño        | Nueva Mayoría                | PDC     | 1737  | 3.01  | Concejal                           |
| Pilar Fernández Valbuena    | Chile Vamos                  | UDI     | 1395  | 2.41  | Concejal                           |
| Juan Carlos Labbé Reyes     | Chile Vamos                  | ILH     | 1256  | 2.17  | Concejal                           |
| Pablo Siegel Ignatiew       | Chile Vamos                  | ILL     | 1218  | 2.11  |                                    |
| Peter Loch Troncoso         | Yo Marco por el Cambio       | ILO     | 452   | 0.78  | Concejal (Remplaza a Jaime Parada) |

### Elecciones de convencionales constituyentes de 2021
- Elecciones de convencionales constituyentes de 2021, para convencional constituyente por el distrito 10 (La Granja, Macul, Ñuñoa, Providencia, San Joaquín y Santiago)[14]

|  | 12,3 % |

|  | 9,3 % |

|  | 7,5 % |

|  | 5,1 % |

|  | 4,5 % |

|  | 4,4 % |

|  | 3,4 % |

|  | 2,9 % |

|  | 2,5 % |

|  | 2,4 % |

|  | 1,8 % |

|  | 0,9 % |

|  | 0,7 % |

|  | 0,5 % |